# Dendrobranchiata
Dendrobranchiata is een onderorde van kreeftachtigen uit de klasse van de Malacostraca (hogere kreeftachtigen).

## Superfamilies
- Penaeoidea Rafinesque, 1815
- Sergestoidea Dana, 1852